# 拉西尼
拉西尼（法語：Lassigny，法語發音：[lasiɲi]）是法国瓦兹省的一个市镇，位于该省东北部，属于贡比涅区。

## 地理
拉西尼（49°35'18"N, 2°50'36"E）面积16.65 平方千米，位于法国上法蘭西大區瓦兹省，该省份为法国北部内陆省份，北起索姆省，西接厄尔省和滨海塞纳省，南至塞纳-马恩省和瓦兹河谷省，东临埃纳省。
与拉西尼接壤的市镇（或旧市镇、城区）包括：阿米、康多尔、马河畔卡尼、迪沃、弗雷尼耶尔、普莱西德鲁瓦。

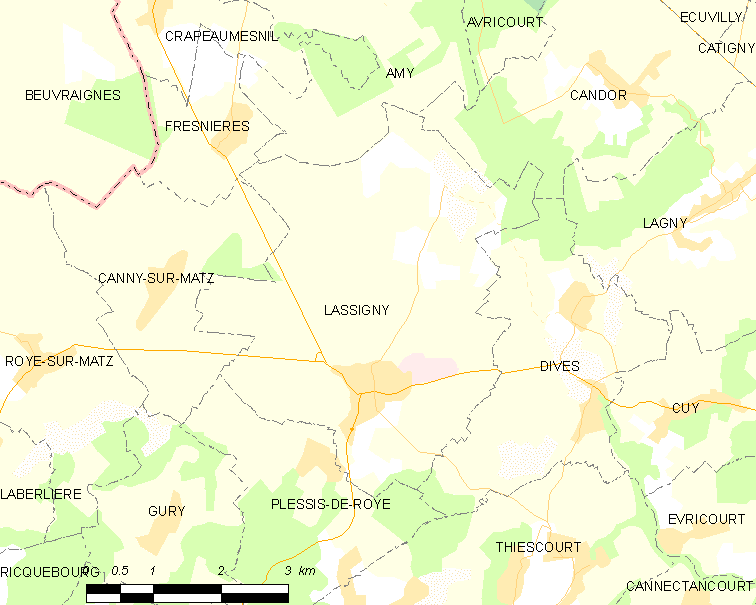
拉西尼的OSM定位图

拉西尼的时区为UTC+01:00、UTC+02:00（夏令时）。

## 行政
拉西尼的邮政编码为60310，INSEE市镇编码为60350。

## 政治
拉西尼所属的省级选区为图罗特县。

## 人口

1962-2008年间拉西尼人口变化图示

拉西尼于2022年1月1日时的人口数量为1436人。